# Jesufrei
Jesufrei is een plaats (freguesia) in de Portugese gemeente Vila Nova de Famalicão en telt 666 inwoners (2001).